# 金原千恵子
金原 千恵子（きんばら ちえこ、1964年12月15日 - ）は、日本のヴァイオリニスト。静岡県静岡市出身。ソロだけではなく金原千恵子ストリングスのリーダーとして数多のアーティストのレコーディング・ライブに参加。

## 人物・経歴
A-di、BREW-BREW、Aska Stringsなどの活動を経て、金原千恵子ストリングスを結成した。
小田和正、サザンオールスターズ、井上陽水、福山雅治、阿部義晴、山下久美子、佐野元春、ピチカート・ファイヴ、BONNIE PINK、椎名林檎、MONDO GROSSO、コーネリアスなど、数多くのアーティストのステージ・サポートやレコーディングに参加。
クラブ・シーンでの支持も厚く、自身の作品ではヴァイオリンとハウス、ダンス・ミュージックを高い次元で融合させたサウンドが特徴である。
2001年1月、ビョークとの仕事でも知られるエヴァートン・ネルソンらが参加した初のソロ・アルバム『Silence』を発表。
2002年2月、井出靖プロデュースによる2ndアルバム『A Espera』を発表。
2004年6月、3rdアルバム『PARADISE』を発表。
2006年5月、4thアルバム『STRINGS OF LIFE』を発表。同年グラミー賞でリミキサー賞を獲得した"Little" Louie Vegaをはじめ、Kaskade、Blaze、Ananda Project、Rasmus Faber、Kaleidoら豪華プロデューサー陣を迎え、ボーカルをフィーチャーした曲、インストゥルメンタルまで幅広いヴァイオリン・ミーツ・ハウス・サウンドを展開。
2008年、“NIGHT&DAY”をテーマにした二部作となるアルバムを発表。"DAY"をテーマにした『SWEETEST DAY〜ROMANCE FOR STRINGS』ではSUGIURUMNやDAISHI DANCEらなどをプロデューサーに迎え、"NIGHT"をテーマにした『VELVET NIGHT〜PRAY FOR STRINGS』ではJosh Milan (Blaze) やJeff Mills、Ananda Project、KAORU INOUEらをゲストに迎えた。

## ディスコグラフィー

### シングル
|                      | 発売日           | タイトル                          | 規格                                  | 規格品番   | レーベル      | 備考                                                             |
| -------------------- | ---------------- | --------------------------------- | ------------------------------------- | ---------- | ------------- | ---------------------------------------------------------------- |
| リミックス・シングル | 2002年8月21日    | A Espera Remixes EP               | CD                                    | PCCA-01721 | Leafage       | セカンド・ソロ・アルバム『A Espera』からのリミックス・シングル。 |
|                      | 2004年5月26日    | TRY A LITTLE LOVE FEATURING BLAZE | CCCD                                  | AICL-1532  | SMAR          |                                                                  |
| 2004年6月2日         | 12インチシングル | TRY A LITTLE LOVE FEATURING BLAZE | AIJL-5223                             |            | SMAR          |                                                                  |
|                      | 12インチシングル | 2004年6月23日                     | BATUCADA SURGIU featuring TOM & JOYCE | AIJL-5224  | SMAR          |                                                                  |
|                      | 12インチシングル | 2006年3月31日                     | STRINGS OF LIFE                       | GRGAS-0003 | Grand Gallery |                                                                  |
|                      | 12インチシングル | 2006年4月30日                     | TIME TO LOVE                          | GRGAS-0004 | Grand Gallery |                                                                  |
|                      | 12インチシングル | 2006年4月30日                     | IF YOU ONLY                           | GRGAS-0005 | Grand Gallery |                                                                  |

### アルバム
|                            | 発売日         | タイトル                                              | 規格 | 規格品番   | レーベル      | 備考 |
| -------------------------- | -------------- | ----------------------------------------------------- | ---- | ---------- | ------------- | --- |
| 1st                        | 2001年1月17日  | Silence                                               | CD   | CTCR-14169 | cutting edge  | |
| 2nd                        | 2002年2月20日  | A Espera                                              | CD   | PCCA-01646 | Leafage       | |
| 3rd                        | 2004年6月23日  | PARADISE                                              | CCCD | AICL-1543  | SMAR          | |
| 3rd                        | 2004年6月23日  | PARADISE                                              | CD   | AICL-1635  | SMAR          | |
| 輸入                       | 2004年8月9日   | Kinbara                                               | CD   | SUSHICD43  | Mr. Bongo     | |
| 5th                        | 2006年5月24日  | STRINGS OF LIFE                                       | CD   | GRGA-0012  | Grand Gallery | |
| コラボレーション・アルバム | 2006年10月4日  | LOVE AND RESPECT: CHIEKO KINBARA COLABORATION ALBUM   | CD   | GRGA-0018  | Grand Gallery | リミックスやリエディットと言った形式で、DJ SPINNA、DANNY KRIVIT、RASMUS FABER、F.P.M、i-depら尊敬する国内外のアーティスト達とコラボレーション。 |
| リミックス・アルバム       | 2007年6月20日  | SUMMER LOVE                                           | CD   | GRGA-0032  | Grand Gallery | 『STRINGS OF LIFE』をリミックス。 |
| 6th                        | 2008年4月23日  | SWEETEST DAY〜ROMANCE FOR STRINGS                     | CD   | GRGA-0049  | Grand Gallery | "NIGHT & DAY"をテーマにした二部作のうち、"DAY"をテーマにした作品。                                                                              |
| 7th                        | 2008年5月21日  | VELVET NIGHT〜PRAY FOR STRINGS                        | CD   | GRGA-0051  | Grand Gallery | "NIGHT & DAY"をテーマにした二部作のうち、"NIGHT"をテーマにした作品。                                                                            |
| リミックス・アルバム       | 2009年11月4日  | NIGHT & DAY REMIXIES                                  | CD   | GRGA-0084  | Grand Gallery | 2部作『SWEETEST DAY』、『VELVET NIGHT』を、国内外の豪華注目アーティストがリミックス。                                                           |
| ベスト･アルバム            | 2012年2月8日   | BEST MIX: MIXED BY DJ SPINNA                          | CD   | XQKF-1018  | Grand Gallery | 世界のトップDJが1曲ずつセレクトした曲をDJ SPINNAが一枚にミックス。                                                                              |
| 8th                        | 2013年2月6日   | JUST LIKE LOVE (CHIEKO KINBARA FEAT.JOSH MILAN)       | CD   | XQKF-1031  | Grand Gallery | BlazeのヴォーカリストJosh Milanとコラボレーションしたアルバム。                                                                                 |
| リミックス・アルバム       | 2014年2月12日  | Sunaga t experience DIGS CHIEKO KINBARA JAZZ REMIXIES | CD   | XQKF-1062  | Grand Gallery | 金原千恵子の代表曲を、須永辰緒が生演奏でJAZZリミックスしたアルバム。                                                                            |
| リミックス・アルバム       | 2014年2月12日  | JUST LIKE LOVE: CHIEKO KINBARA HOUSE REMIXIES         | CD   | XQKF-1063  | Grand Gallery | 『JUST LIKE LOVE』をTIMMY REGISFORD、CHARLES WEBSTERら国内外を代表するアーティストがリミックス。                                                |
| 9th                        | 2016年11月23日 | WITH (デラックス・エディション)                       | CD   | GRGA-0106  | Grand Gallery | 「金原千恵子 with 〜 」をテーマにしたDUOアルバム。                                                                                              |
| 9th                        | 2016年11月23日 | WITH                                                  | CD   | ZLCP-0308  | Grand Gallery | 「金原千恵子 with 〜 」をテーマにしたDUOアルバム。                                                                                              |

## スタジオ・セッション
- アニメ：ちびまる子ちゃん『ごきげん〜まる子の音日記〜』（1991年）
- ゲーム：グラディウス『=Suite= Gradius Fantasia（グラディウス・ファンタジア 組曲）」（1988年）
- ゲーム：餓狼伝説スペシャル 『餓狼伝説 SPECIAL イメージアルバム パート 2』（1994年）
- ゲーム：ダライアス外伝『ダライアス外伝 サウンドトラック』（1994年）
- ゲーム：幕末浪漫 月華の剣士『幕末浪漫 月華の剣士〜アレンジ・サウンドトラック』（1998年）
- ゲーム：アンジェリーク『アンジェリーク〜LOVE COLLECTION〜』（1998年）
- R.J.W
- 阿川泰子
- ACO
- 中孝介[5]
- 阿部義晴
- 安室奈美恵
- 絢香[5]
- 新垣結衣[5]
- THE ALFEE『Nouvelle Vague』『ONE -Venus of Rock-』
- アンジェラ・アキ[5]
- 杏里[5]
- THE YELLOW MONKEY『8』
- いきものがかり『I』『FUN! FUN! FANFARE!』[5]
- 稲垣潤一[5]
- INOUE AKIRA & M.I.H.BAND「wish」
- 井上陽水[5]
- 今井美樹
- UA[5]
- 宇多田ヒカル「Flavor Of Life -Ballad Version-」
- H ZETT M「5+2=11」
- m-flo
- エレファントカシマシ「桜の花舞い上がる武道館」
- 大瀧詠一
- 大貫妙子『note』
- 大原櫻子「サンキュー。」「瞳」「ちっぽけな愛のうた」
- 小田和正『伝えたいことがあるんだ』『そうかな』「どーも」『小田日和』『あの日 あの時』
- 鬼束ちひろ「帰り路をなくして」
- カジヒデキ
- 加藤登紀子[5]
- 木村カエラ[5]
- キリンジ[5]
- KinKi Kids[5]
- 久保田利伸[5]
- GLAY「BEAUTIFUL DREAMER」「時の雫」
- Grapevine
- クレモンティーヌ
- 郷ひろみ[5]
- KOH+[5]
- コーネリアス
- Coco d'Or『Coco d'Or 2』
- ゴスペラーズ
- Cosmic Village
- Cocco
- コブクロ「蒼く 優しく」「Blue Bird」
- 堺正章[5]
- SAKURA
- サザンオールスターズ『さくら』「この青い空、みどり 〜BLUE IN GREEN〜」『キラーストリート』『葡萄』『THANK YOU SO MUCH』
  - 桑田佳祐「波乗りジョニー」「白い恋人達」「東京」『ROCK AND ROLL HERO』『TOP OF THE POPS』『MUSICMAN』[注 1]
  - 原由子「夢をアリガトウ」
- SUNNY
- 佐野元春[5]
- Salyu「iris 〜しあわせの箱〜」[5]
- 椎名林檎「歌舞伎町の女王」『加爾基 精液 栗ノ花』『三文ゴシップ』『日出処』『逆輸入 〜港湾局〜』[5]
- 島健
- Sugar Soul
- SILVA
- スガシカオ[5]
- スキマスイッチ[5]
- 鈴木雅之[5]
- SPEED
- スピッツ[5]
- SMAP[5]
- DAISHI DANCE「千と千尋の神隠し: いつも何度でも feat. Chieko Kinbara」「Spectacle. feat. Chieko Kinbara」
- 高木完
- 髙橋真梨子[5]
- 竹松舞「パヴァーヌ」
- CHARA[5]
- TUBE[5]
- T.M.Revolution『The Force』『vertical infinity』
- Dir en grey「蛍火」
- Dew[5]
- 寺尾聰[5]
- 電気グルーヴ「あすなろサンシャイン」
- Do As Infinity『BREAK OF DAWN』『NEW WORLD』
- 德永英明[5]
- 冨田ラボ[5]
- 中島美嘉[5]
- 中村中[5]
- 夏川りみ[5]
- 新山詩織「ゆれるユレル」『しおり』
- bird『BREATH』
- 元ちとせ『ハナダイロ』『カッシーニ』[5]
- 秦基博[5]
- PUFFY[5]
- 浜崎あゆみ「HEAVEN × DAISHI DANCE」
- 浜田省吾「I am a father」『Journey of a Songwriter 〜 旅するソングライター』[5]
- ピチカート・ファイヴ「悲しい歌」[注 2]『ハッピー・エンド・オブ・ザ・ワールド』『プレイボーイ プレイガール』
- 平井堅[5]
- 平原綾香[5]
- 広末涼子
- ピンク・レディー[5]
- Fantastic Plastic Machine
- 風味堂[5]
- 福山雅治『SING A SONG』『f』
- 藤井フミヤ[5]
- PUSHIM[5]
- the brilliant green
- 古内東子『フツウのこと』[5]
- BoA[5]
- 布袋寅泰『DOBERMAN』
- BONNIE PINK
- ホフディラン「遠距離恋愛は続く(アルバム・ヴァージョン)」
- ポルノグラフィティ『m-CABI』[5]
- 本田美奈子.「新世界」
- 真心ブラザーズ
- 松浦亜弥[5]
- 松たか子[5]
- マンディ満ちる
- MISIA「Everything」
- Mr.Children『REFLECTION』
- 宮沢和史[5]
- miwa「ホイッスル〜君と過ごした日々〜」
- ももいろクローバーZ「青春賦」『AMARANTHUS』
- 森山直太朗[5]
- 森山良子[5]
- MONDO GROSSO
- モーニング娘。「I WISH」
- 矢井田瞳[5]
- 薬師丸ひろ子[5]
- 山崎まさよし[5]
- 山下久美子
- 湧口愛美
- ゆず
- ROUND TABLE featuring Nino「恋をしてる」「ナガレボシ」
- L'Arc〜en〜Ciel「winter fall」『HEART』『ark』『KISS』『BUTTERFLY』
- リップスライム[5]
- The Little Monsters Family
- 和田アキ子[5]
- 渡辺美里[5]

## 参加コンサート

### 個人
- 阿部義晴[1]
- 桑田佳祐[6]
- サザンオールスターズ[1]

### ストリングスセクション
- EGO-WRAPPIN'[5]
- SKE48[5]
- 小田和正
- 氣志團[5]
- コーネリアス[1]
- サザンオールスターズ[1]
- 佐藤竹善[5]
- 佐野元春[1]
- スネオヘアー[5]
- 福山雅治[1]
- 吉田兄弟[5]
- エレファントカシマシ[5]